# Bernardo Segura
Bernardo Segura (ur. 11 lutego 1970 w San Mateo Atenco) – meksykański lekkoatleta, chodziarz. Brązowy medalista olimpijski z Atlanty.
Startował na dystansie 20 kilometrów. Krążek z Atlanty jest jego największym sukcesem, choć w 1999 triumfował w prestiżowym Pucharze Świata, a w 1994 roku ustanowił aktualny do dziś rekord świata w chodzie na 20 000 metrów. Na igrzyskach w Sydney przyszedł do mety jako pierwszy na tym dystansie, jednak kilkanaście minut później został zdyskwalifikowany, a złotym medalistą został Robert Korzeniowski. Był również na igrzyskach w Atenach, ale rozgrywanego w ich ramach konkursu maratonu nie ukończył.

## Starty olimpijskie (medale)
Atlanta 1996
- 20 km - brąz